# Дрегоєшть (комуна, Сучава)
Дрегоєшть, Дрегоєшті (рум. Drăgoiești) — комуна у повіті Сучава в Румунії. До складу комуни входять такі села (дані про населення за 2002 рік):
- Дрегоєшть (1756 осіб)
- Лукечешть (277 осіб)
- Мезенеєшть (588 осіб)

Комуна розташована на відстані 345 км на північ від Бухареста, 17 км на південний захід від Сучави, 121 км на захід від Ясс.

## Населення
За даними перепису населення 2002 року у комуні проживали 5292 особи. Усі жителі комуни рідною мовою назвали румунську.
Національний склад населення комуни:
| Національність | Кількість осіб | Відсоток |
| -------------- | -------------- | -------- |
| румуни         | 5187           | 98,0%    |
| цигани         | 105            | 2,0%     |

Склад населення комуни за віросповіданням:
| Релігія       | Кількість осіб | Відсоток |
| ------------- | -------------- | -------- |
| православні   | 5052           | 95,5%    |
| п'ятдесятники | 218            | 4,1%     |
| адвентисти    | 7              | 0,1%     |
| римо-католики | 3              | 0,1%     |

## Зовнішні посилання
- Дані про комуну Дрегоєшть на сайті Ghidul Primăriilor [Архівовано 26 березня 2013 у Wayback Machine.]